# 帕齐·威拉德
帕齐·威拉德（英語：Patsy Willard，1941年5月18日—），美国女子跳水运动员。她曾代表美国参加1960年和1964年夏季奥林匹克运动会跳水比赛，其中1964年奥运会获得一枚铜牌。